# Stanisław Szymański (plutonowy)
Stanisław Szymański, ps. „Wieloch” (ur. 1 listopada 1898 w Gzince, zm. 30 maja 1920 pod Kozianami) – plutonowy Wojska Polskiego, działacz niepodległościowy, kawaler Orderu Virtuti Militari.

## Życiorys
Urodził się 11 listopada 1898 we wsi Gzinka, w ówczesnym powiecie łowickim guberni warszawskiej, w rodzinie Antoniego i Scholastyki z domu Jaworska. W 1912 ukończył szkołę powszechną we wsi Mastki, a następnie wraz z ojcem pracował w gospodarstwie. We wrześniu 1916 wstąpił do Polskiej Organizacji Wojskowej. Zorganizował pluton we wsi Chąśno, na czele którego w listopadzie 1918 rozbrajał niemieckich żołnierzy. 
Od grudnia 1918 w szeregach odrodzonego Wojska Polskiego w którym otrzymał przydział do 30 pułku piechoty. Z pułkiem walczył na froncie wojny polsko-bolszewickiej podczas której otrzymał awans na stopień plutonowego. Szczególne zasługi odniósł 25 maja 1920 walcząc pod Bielkami, kiedy dowodząc plutonem karabinów maszynowych skutecznie osłaniał odwrót z linii frontu żołnierzy II baonu. Za czyn ten został wyróżniony nadaniem Krzyża Srebrnego Orderu Virtuti Militari. Poległ 30 maja 1920 w bitwie pod Kozianami i w miejscu bitwy został pochowany. Kawaler. 

## Ordery i odznaczenia
- Krzyż Srebrny Orderu Virtuti Militari nr 1242[2][3]
- Krzyż Niepodległości – 9 listopada 1931 „za pracę w dziele odzyskania niepodległości”[6][7][3]
- Krzyż Walecznych nr 57484[7][3]